# Quaid-e-Awam University of Engineering, Science and Technology
Quaid-e-Awam University of Engineering, Science and Technology (język urdu قائد عوام يورسٽي آف انجنيرنگ اينڊ ٽيڪنالاجي QUEST) – pakistański uniwersytet w Nawabshah.

## Historia
W 1963 roku powstał Sindh University Engineering College Jamshoro który w 1972 roku uzyskał rangę uniwersytetu. Pierwszy rocznik studentów uniwersytetu rozpoczął swoją naukę w 1974 roku. W 1977 roku nazwę uczelni zmieniono na Mehran University of Engineering and Technology w Nawabshah. Następnie w 1980 roku uczelnię w Nawabshah nazwano Mehran University College of Engineering and Technology (MUCET). 7 sierpnia 1996 uczelnia została nazwana Quaid-e-Awam University of Engineering, Science and Technology.